# みどり市大間々博物館
みどり市大間々博物館（みどりしおおままはくぶつかん）は、群馬県みどり市大間々町大間々にある博物館。通称コノドント館。
大正10年（1921年）に大間々銀行本店として建てられた博物館の建物はみどり市指定重要文化財となっている。

## 概要
昭和61年（1986年）に群馬銀行大間々支店が新築移転するのに伴い、大間々支店の建物と敷地を大間々町が買収し改修したうえで、昭和63年（1988年）4月29日、大間々町歴史民俗館として開館した。
「コノドント館」の愛称は、コノドントを日本で最初に発見したのが大間々在住の林信悟であったことから、日本におけるコノドント研究の発祥の地として命名された。
建物は大間々銀行本店として大正10年（1921年）に建てられたものであり、木骨大谷石造二階建、表面はタイル張りとなっている。設計は小林力雄（絹撚記念館の設計者）。平成7年（1995年）3月25日に大間々町指定重要文化財となった。
- 構造・形式　木造二階寄棟造妻入外壁タイル張り
- 建築面積　33.81坪（111.77平方メートル）
- 二階面積　31.07坪（102.72平方メートル）
- 延べ面積　64.88坪（214.49平方メートル）
- 軒高　9.43メートル
- 総高　11.19メートル
- 上棟　大正10年（1921年）6月21日
- 設計　小林力雄
- 施工　小川組（代表　小川清次郎）[4]

## 大間々銀行
大間々銀行（おおままぎんこう）は、かつて存在した日本の普通銀行。私立の銀行としては群馬県で最初に開設された。

### 沿革
- 明治6年（1873年）ごろ - 大間々生糸改会社が設立[5]。
- 明治10年（1877年） - 生糸改所解散、大間々生産会社開業[5]。「銀行類似会社」と呼ばれる金融機関であった。
- 明治15年（1882年）11月27日 - 大間々銀行設立許可[5]。
- 明治16年（1883年）1月9日 - 営業開始[5]。頭取は高草木與四衛（のち大間々町初代町長）。
- 明治28年（1895年）4月26日 - 大間々町の大火で焼失[5]。
- 大正10年（1921年） - 本館（現・みどり市大間々博物館）新築[5]。
- 昭和16年（1941年）12月1日 - 群馬大同銀行に吸収合併[5]。大間々銀行本店は群馬大同銀行大間々支店となる。
- 昭和30年（1965年）1月 - 群馬大同銀行が群馬銀行に改組、群馬銀行大間々支店となる[5]。
- 昭和61年（1986年） - 群馬銀行大間々支店を新築移転[5]。